# Sankt Michaelis Kirke
|  | For den tidligere kirke i Slesvig, se Sankt Michaelis Kirke (Slesvig) |
Sankt Michaelis Kirke er en kirke i Vendersgade i Fredericia.

## Historie
Kirken er oprindeligt bygget for at betjene byens garnison, som hovedsageligt var tysktalende, og de mange tyske immigranter i byen. Den hed derfor i begyndelsen bare "Tyske Kirke", og først i 1722 fik den navnet Sanct Michaelis kirke, efter at pastor Pontoppidan havde ansøgt Kongen om tilladelse til navneændringen ved at anmode dronning Anne Sophie (Reventlow) om at være kirkens Gudmor. Helt frem til 1830 blev der primært prædiket på tysk i kirken.
I starten var kirken en simpel bindingsværksbygning uden spir eller tårn. Klokkerne var ophængt i en klokkestabel. Interiøret har også været sparsomt, da den første prædikestol først blev opsat i 1677 og en simpel altertavle i 1724. Det første tårn blev rejst i 1763 og ombygget i 1828, som er det årstal det bærer i dag.
I 1955 var kirken udsat for en brand i taget, som ødelagde store dele af kirkens indre. Den blev genopbygget så vidt muligt med bevaring af det oprindelige præg. Indvendig ændrede man dog en del, blandt andet for at gøre kirkerummet lysere.
Kirken blev genindviet i september 1956 og var fra 1956 til 2017 indrettet med listeloft og et kæmpe rødt gulvtæppe, efter tegninger af arkitekt A. Billund. Prædikestolen er en kopi af den ødelagte og var en gave fra håndværkerne efter branden.
I 2017 lukkede kirken for at gennemgå et års restaurering. ERIK arkitekter blev sat i spidsen. Der blev taget udgangspunkt i de oprindelige 1700 tals tanker. Kirken står nu med hårdt stengulv og glat hvidt loft samt egetræsinventar.

## Eksterne kilder og henvisninger
- Sct. Michaelis Kirkes hjemmeside
- Sankt Michaelis Kirke hos KortTilKirken.dk
- Sankt Michaelis Kirke hos danmarkskirker.natmus.dk (Danmarks Kirker, Nationalmuseet)

- Wikimedia Commons har flere filer relateret til Sankt Michaelis Kirke